# 博韦尼奥
博韦尼奥（義大利語：Bovegno），是意大利布雷西亚省的一个市镇。总面积47平方公里，人口2272人，人口密度48.3人/平方公里（2009年）。国家统计（ISTAT）代码为017024。

## 友好城市
- 義大利纳尔考